# NGC 3907
NGC 3907 ist eine linsenförmige Galaxie vom Hubble-Typ E-S0 im Sternbild Jungfrau. Sie ist schätzungsweise 265 Millionen Lichtjahre von der Milchstraße entfernt.
Das Objekt wurde am 15. April 1828 von John Herschel entdeckt.